# Йоан VIII (папа)
Вижте пояснителната страница за други личности с името Йоан VIII.
Йоан VIII (на латински: Ioannes PP. VIII); ? – 16 декември 882) – римски папа от 14 декември 872 г. до 16 декември 882 г.
При възкачването си на престола на свети Петър заварва славянската панонско-моравска архиепископска катедра на св. Методий завзета от немското духовенство, а самия него – заточен от 870 г. в манастира в град Елванген
През 873 г. взема енергични мерки и славянският равноапостол е освободен след две и половина години страдания и унижения. По-късно го възстановява като архиепископ на Великоморавия.
Папа Йоан VIII умира между 15 и 16 декември 882 г. Според Фулденските анали, глава 4-та, той е убит от свои роднини. 